# Zazen

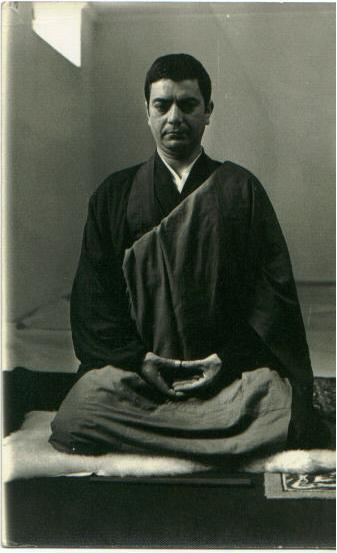
Postura característica en zazen

El zazen (en japonès 坐禅, za 'seure' - zen 'meditació') és la pràctica la meditació en posició asseguda característica del budisme zen (el budisme theravada utilitza la meditació vipassana). La paraula 'zen' prové del sànscrit dhyana ('atenció plena al moment present') convertint-se en chan na en arribar el budisme a la Xina que després a Corea es transliterà fonèticament com a son, passant finalment al Japó on la seva transliteració és l'actual paraula zen. Avui en dia moltes escoles a occident fan servir aquest terme.

## Descripció de la postura

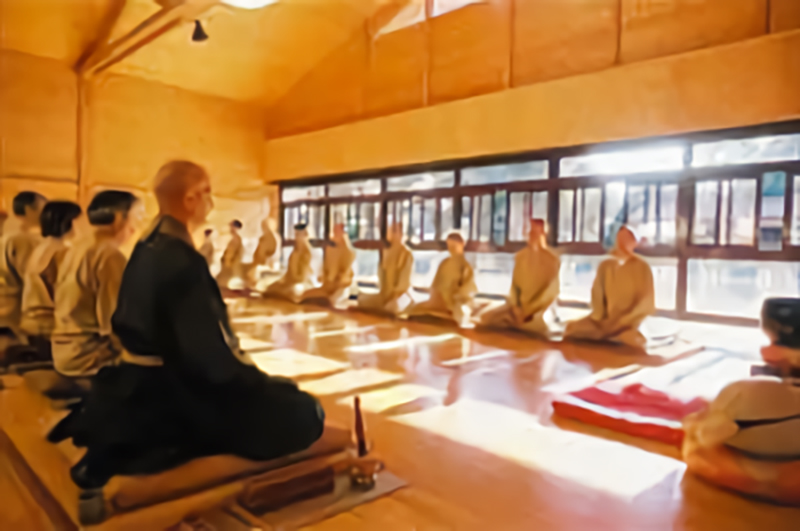
Zazen en un centre de zen Rinzai

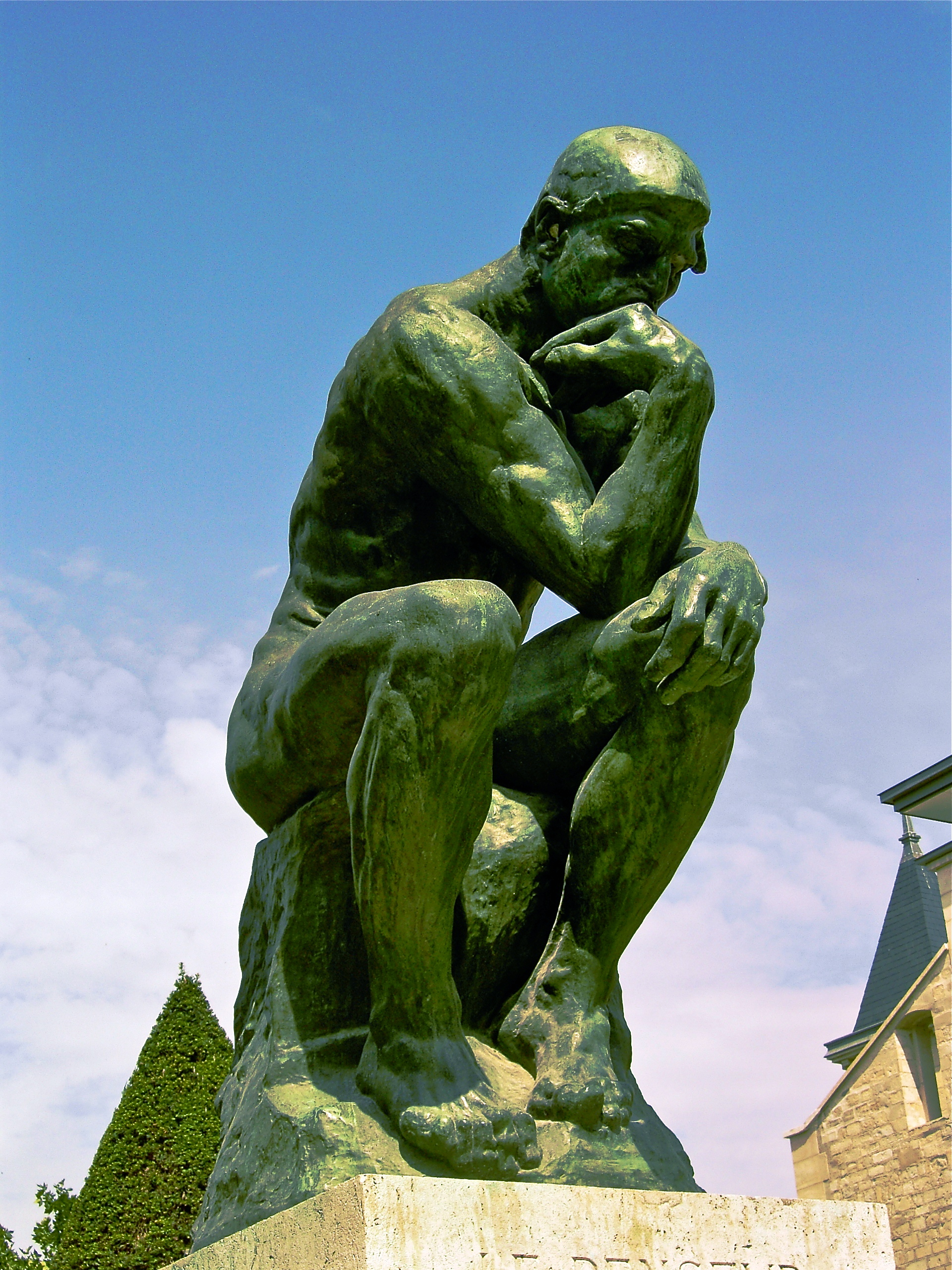
El Pensador de Rodin, segons Kōshō Uchiyama, és tot l'oposat a la postura zazen.

Zazen és seure en la posició de lotus del ioga, segons el budisme zen, com ho hauria fet el Buda històric en el moment de la seva il·luminació, tal com descriuen les estàtues de Buda meditatiu:
- Les cames encreuades en posició de Lotus o de mig lotus amb els genolls recolzant-se a terra. També pot practicar assegut de genolls sobre els talons (seize).[4]
- L'esquena dreta, des de la pelvis fins al clatell
- La pelvis lleugerament basculada cap endavant i les lumbars lleugerament arquejades
- El clatell estirat i el mentó ben ficat cap a dins.
- Les espatlles relaxades i les mans juntes a la falda, al mudra de la saviesa: els dits de la mà junts, una mà sobre l'altra, i amb els polzes tocant-se les puntes. A les escoles de zen es posa la mà esquerra sobre la mà dreta.
- La mirada apuntant a 45° cap al davant, els ulls semi tancats, però la vista relaxada, sense enfocar en el que hi hagi al davant.
- La boca tancada, les dents en contacte i la llengua tocant suaument el paladar darrere de les dents.

### Pràctica del zazen, elshikantaza
Shikantaza significa estar simplement assegut. No es pensa en cap objecte, pensament o imatge.
Es concentra l'atenció i l'activitat principalment en l'expiració, de manera que es tendeix a establir un ritme lent de respiració abdominal en què l'expiració és notòriament més prolongada que la inspiració.
El concepte és de simplement estar assegut, no reflexionar, senzillament respirar i no seguir activament els pensaments. No forçar els pensaments, permetre que flueixin, no aturar-se en ells, deixar que apareguin i se'n vagin. Els pensaments van i venen, depurant el contingut superflu de l'inconscient, fins que la ment, com avorrida, entra en un estat d'atenció més subtil.

### Influència psicosomàtica del zazen
- La postura corporal millora. Es consolida la motricitat des del centre de gravetat del cos, a l'altura de la pelvis.
- Desapareixen les tensions innecessàries, especialment les derivades d'expressió o autocontrol a la cintura escapular (espatlles i omòplats) i coll.
- Millora el reg cerebral i la compenetració entre les tres capes del cervell (instintiu, emocional, i còrtex) i la connexió entre hemisferis.
- S'estableix una respiració més lenta i profunda, integrant l'abdomen en el moviment del diafragma, aconseguint una major i més equilibrada oxigenació de tot el metabolisme.
- Es crea una coordinació entre l'expressió corporal i el pensament.
- Els pensaments desordenats del subconscient tendeixen a ser depurats, com en una digestió mental.
- Es produeixen nivells de descans metabòlic i mental més profunds que durant el son corrent.
- Es flexibilitzen parts del cos com els malucs, engonal, lumbars, turmells, genolls (encara que es recomana ser cautelós amb els genolls quan es posen), i es permet la participació psicosomàtica de més parts del cos en la configuració de sensacions (integració emocional del cos).

Mentalment es tendeix a deixar les actituds d'ansietat. Es deixa de veure les opinions i descripcions com contundents en presència d'un oposat. Es produeix una reintegració de la intuïció i l'herència subconscient, alhora que es renova l'obertura per hàbits o visions noves.
El zazen es considera una porta al més profund de l'ésser i la clau a noves etapes de desenvolupament de la consciència. Al mateix temps es descriu a vegades com el mètode de retornar al cos i la ment la seva condició natural.

## Koan
La paraula 'koan' significa en japonès "cas públic", i és una sèrie de diàlegs entre mestre i deixeble, que pot contenir una o diverses preguntes que desafien la lògica o el sentit comú, i es mantenen en la ment per produir el que es coneix com a "despertar", o l'experiència de "veure en la pròpia naturalesa". Esgotada per vans esforços, la ment arriba a un estat on no hi ha conceptes, ni discriminació intel·lectual, i la realitat es percep tal com és, lliures de condicionaments culturals, socials o educatius.